# Roger C. Peace
Roger C. Peace (Greenville, 1899. május 19. – Greenville, 1968. augusztus 20. vagy 1968. augusztus 21.) az Amerikai Egyesült Államok szenátora (Dél-Karolina, 1941).